# Lake Mudgie
Der Lake Mudgie ist ein See im Westland District der Region West Coast auf der Südinsel von Neuseeland.

## Geographie
Der Lake Mudgie befindet sich in einem Feuchtgebiet, 15,5 km östlich von Hokitika und rund 5,5 km westlich des Taramakau River. Der zweiteilige, durch ein rund 260 m langes und bis 60 m breites Verbindungsstück verbundene See umfasst eine Fläche von 15 Hektar und verfügt über eine Uferlinie von rund 3,2 km. Bei einer Nord-Süd-Ausrichtung misst der See eine Länge von rund 845 m und eine maximale Breite von rund 410 m in Ost-West-Richtung.
Der See wird durch das Feuchtgebiet und einen kleinen von Osten her kommenden Bach gespeist. Ein Ablauf des Sees ist nicht erkennbar.